# Като-Камбрезький мир (1559)
Като-Камбрезький мир або Като-Камбрезька угода (фр. Traités du Cateau-Cambrésis) — укладена у квітні 1559 року мирна угода, що завершила Італійську війну 1551—1559 років, останню з довгої низки Італійських війн (1494—1559). Угода складалась з кількох окремих договорів, два основні були підписані в Ле-Като-Камбрезі королем Франції Генріхом II з королевою Англії Єлизаветою I (2 квітня) та королем Іспанії Філіпом II (3 квітня). Угоди були схвалені імператором Священної Римської імперії Фердинандом I, оскільки багато територіальних обмінів стосувалися державних утворень, що входили до імперії, хоча сам Фердинанд не був безпосереднім підписантом мирних договорів.
Габсбурзька Іспанія зберегла суверенітет над більшою половиною території Італії, а саме над Неаполітанським, Сицилійським та Сардинським королівствами на півдні та Міланським герцогством на півночі, територіями, які вона в подальшому утримувала аж до Утрехтського миру (1713), тоді як Франція зміцнила свої південні та східні кордони та підтвердила відвоювання Кале від Англії. В обмін на це Франція відмовилася від власних претензій на Міланське герцогство, відновила незалежність Савойського герцогства, повернула острів Корсику Генуезькій республіці (союзнику Іспанії) та визнала королевою Англії Єлизавету I, а не Марію Стюарт.

## Передумови

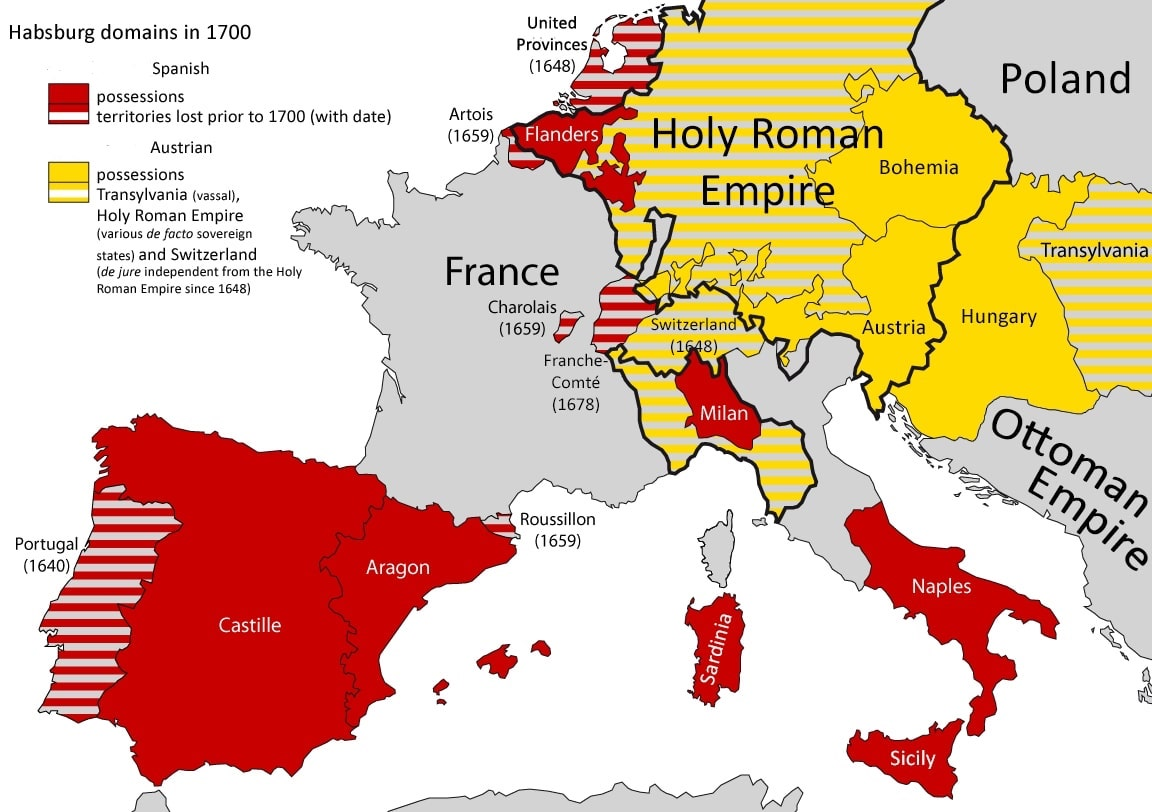
Поділ володінь Габсбургів у 1556 році

Італійські війни між Францією Валуа та імперією Габсбургів почалися в 1494 році і з періодичними перервами тривали понад 60 років. Більшу частину цього періоду як Іспанією, так і Священною Римською імперією правив імператор Карл V, поки він не зрікся престолу в січні 1556 року та розділив свої володіння. Землі Габсбурзької монархії, які часто називають «Австрією», відійшли до його брата Фердинанда, який також був обраний імператором Священної Римської імперії (таким чином він отримав контроль над територіями, які поширювались від Німеччини до Північної Італії як обраний імператор, з suo jure — контроль над Дунайською монархією). Його син Філіп II Іспанський (який уже був правителем Іспанських Нідерландів, Мілану та співправителем Англії через шлюб з Марією I у липні 1554 р.) також отримав королівства Іспанія, Неаполь, Сицилія, Сардинія та колоніальні володіння в Новій Іспанії. Герцогство Мілан і Габсбурзькі Нідерланди були залишені в особистій унії короля Іспанії, але продовжували бути частиною Священної Римської імперії.
Після припинення персональної унії Священної Римської імперії та Іспанії («оточення Габсбургів»), Франція була відкрита для мирних переговорів. Близько 1556 року у Воселі було досягнуто перемир'я, але невдовзі його було порушено. Економічні та релігійні потрясіння, в яких відновилася війна, змусили сторони укласти мир у 1559 році.
Цей поділ відображав адміністративну складність управління двома імперіями як єдиним цілим, а також відмінності в їхніх стратегічних цілях. У той час як Іспанія була світовою морською наддержавою, австрійські Габсбурги зосередилися на забезпеченні провідної позиції в Німеччині та управлінні загрозою з боку Османської імперії. Друга сфера розбіжностей полягала в тому, як реагувати на Реформацію та зростання протестантизму. У Німеччині конфлікт між лютеранськими та католицькими князями вилився у Другу Шмалькальдську війну 1552 року, яка була вирішена Аугсбурзьким миром 1556 року. На відміну від Фердинанда, який віддавав перевагу компромісу зі своїми протестантськими підданими, Карл і його син Філіп відповіли на одночасний підйом кальвінізму в Іспанських Нідерландах репресіями, політика, яка зрештою призвела до початку Голландської війни за незалежність у 1568 році.

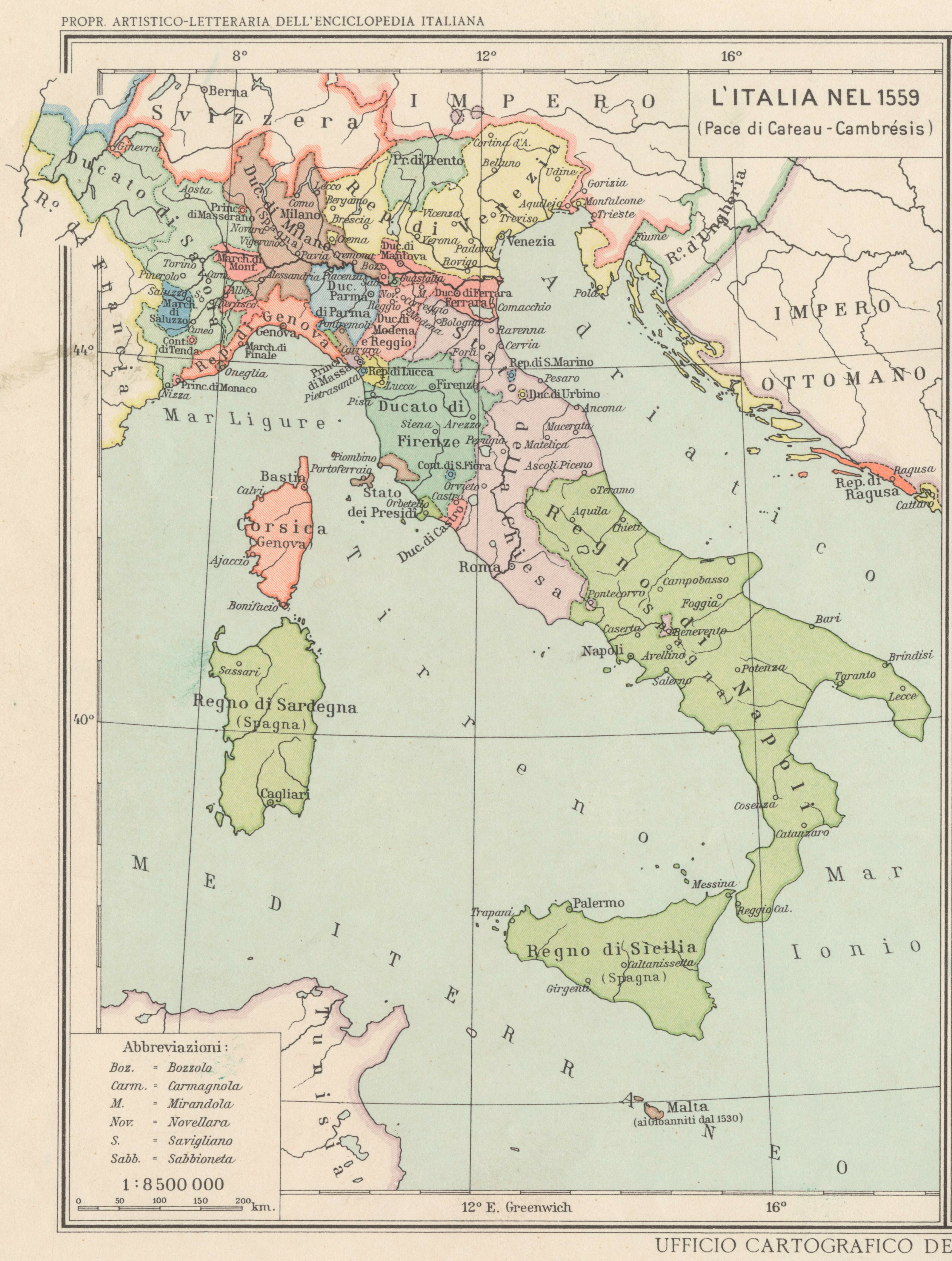
Карта Італії 1559 року

Дві гілки Габсбургів продовжували співпрацювати, коли їхні цілі збігалися, не в останню чергу тому, що іспанська армія спиралася на німецьких новобранців. Проте Фердинанд зосередився на відновленні порядку в Імперії та боротьбі з загрозою, яку становила османська окупація Угорщини. Незважаючи на те, що король Іспанії Філіп продовжував боротьбу, мир із Францією міг би полегшити йому впоратися з бунтівними голландцями, а перемоги над французами на прикордонні між Фландрією та Пікардією під Сен-Кантеном у 1557 році та Гравліном у серпні 1558 року дозволили йому вести переговори з позиції сили. Проте іспанцям було важко фінансувати війну. У грудні 1558 року Філіп повідомив своєму командиру у Фландрії Еммануїлу Філіберту, герцогу Савойському, що він більше не може платити своїм військам.
Схожі фінансові проблеми були і у французів, тож король Франції Генріх II також був готовий досягти угоди. Зіткнувшись з ситуацією, коли території Габсбургів знаходились з трьох сторін їх королівства, французи мали на меті зміцнити свої кордони та послабити своїх супротивників. Перше було досягнуто шляхом окупації Трьох Єпископств в Лотарінгії у 1552 році та захоплення Кале в січні 1558 року, тоді як поділ земель Габсбургів між Іспанією та Австрією певною мірою сприяв досягненню останнього завдання. Крім того, внутрішні розбіжності, викликані зростанням протестантизму у Франції, загострили регіональні відмінності та фракційні розколи в дворянстві, що призвело до спалаху французьких релігійних війн у 1562 році. Англійське королівтво також прагнуло закінчити війну, в яку вона увійшла як союзник з Іспанії, рішення, яке багато хто в Аглії сприймав як помилкове. Взяття Кале після більш ніж 200 років англійського панування над містом, суттєво підірвало престиж Англії та позбавило їх плацдарму, який дозволяв англійським військам безпечно перетинати Ла-Манш і відносно легко вторгатись в материкову Європу.

## Переговори

### Марк і Восель
Після трьох років війни як французький, так і іспанський двори ще в листопаді 1554 р. намагалися розпочати мирні переговори. Перші серйозні франко-іспанські мирні переговори, хоч і були попередніми, відбулися у червні 1555 року на конференції в Марку в районі Кале — на тодішній нейтральній території Англії. Однак обидві сторони припустились помилок, оскільки прагли миру, але ще не були готові йти для цього на суттєві поступки і конференція провалилася. Невдача на переговорах викликала в обох королів бажання помститися, але оскільки їхні армії та фінанси були виснажені, вони продовжували лише оборонятися і військова ситуація майже не змінилася. До жовтня 1555 року дипломатичні зусилля відновились і 5 лютого 1556 року у Воселі було укладено перемир'я, яке було певним чином вигідним для Франції. Проте Восельське перемир'я стало не кроком до миру, а лише перервою у війні. Постійне прагнення помститись призвело до численних інцидентів під час переговорів, і умови перемир'я ніколи не були повністю реалізовані та дотримані до відновлення війни у вересні 1556 року з іспанським вторгненням у профранцузьку Папську державу.
Спочатку з обох сторін були спроби обмежити конфлікт Папською державою, але до грудня 1556 року було здійснено підготовку до відновлення військових дій на всіх фронтах і 6 січня 1557 року Гаспар II де Коліньї (французький губернатор Пікардії) почав раптовий напад на Дуе та Ланс в іспанських Нідерландах. Перемога іспанців у битві при Сен-Кантені (10–27 серпня 1557 року) виявилася вирішальною, оскільки на боці Іспанії у той час у війну вступила Англія, а Франція втрачала одного союзника за іншим, включаючи Папу Римського, який 12 вересня 1557 року уклав з іспанцями сепаратний мир. Проте Генріху вдалося здивувати друзів і ворогів, завоювавши у англійців в січні 1558 року Кале і домовившись про шлюб між королевою Шотландії і претенденткою на англійський престол Марією Стюарт та своїм сином Франциском (19 квітня 1558). Це хоч і не компенсувало в повній мірі наслідки поразки при Сен-Кантені, проте дозволило Генріху зберегти обличчя та отримати кращу позицію за столом переговорів.

### Маркоінг
Незважаючи на те, що мирні переговори між Іспанією, Англією та Францією почалися на початку 1558 року, прогресу було досягнуто незначно, оскільки Франція відмовилася розглядати вимогу Марії щодо повернення Кале, а її шлюб із Філіпом ускладнив Англії вести переговори окремо. Франко-іспанські переговори в Маркоензі поблизу Камбре, ініційовані Францією, тривали лише три дні (15–17 травня 1558 р.) і закінчилися нічим, головним чином через те, що тривала облога Тьйонвіля, а Антуан де Гранвела прагнув використати час переговорів, щоб дозволити іспанській армії в Нідерландах підготуватися до війни, і обидві сторони не змогли знайти спільну мову.

### Серкамп і Като

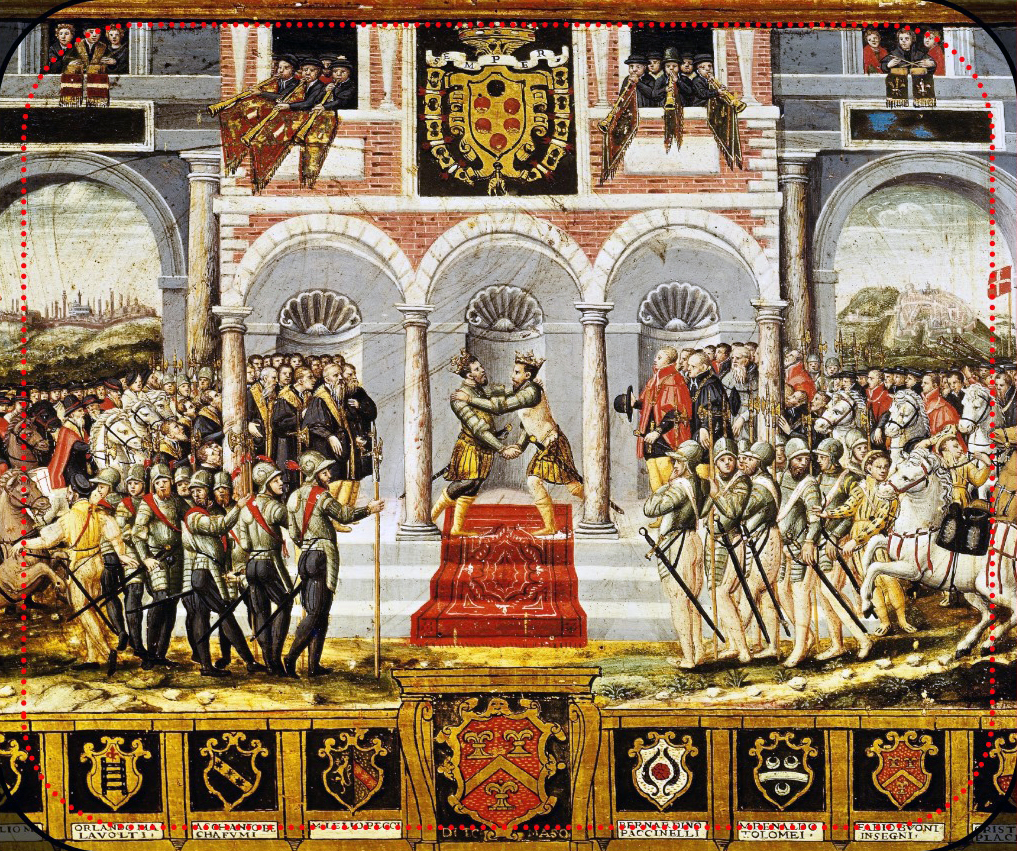
Картина, що зображує підписання миру в Като-Камбрезі. Французький король Генріх II та іспанський король Філіп II насправді були відсутні, і мир був підписаний їхніми послами.

- Головуючий на переговорах: Крістіна Данська, колишня дружина герцогині Лотарингії (1544—1545) [17]
- Головний іспанський учасник переговорів: Антуан Перрено де Гранвель[18];
  - Інші іспанські учасники переговорів: Фернандо Альварес де Толедо, 3-й герцог Альба ; Вільгельм I, принц Оранський ; Руй Гомес де Сільва, 1-й принц Еболі[18].
- Головний французький переговірник: Анна де Монморансі[18];
  - Інші французькі учасники переговорів: Жак д'Альбон, маркіз Фронсак ; Шарль де Гіз, кардинал Лотарингії ; Жан де Морвільє, єпископ Орлеанський; і держсекретар Франції Клод де л'Обеспін[18].
- Головний англійський переговірник: Генрі Фіцалан, 12-й граф Арундел[18];
  - Інші англійські учасники переговорів: Томас Тірлбі, єпископ Елі; Ніколас Воттон, декан Кентерберійський і Йоркський[18]; і Вільям Говард, 1-й барон Говард Еффінгемський[19].
- Посли інших держав не допускалися на переговори. Це особливо негативно позначилось на долі італійських держав, оскільки рішення щодо їхнього майбутнього були прийняті без їх участі[20].

Як вважають сучасні дослідники, переговори з жовтня 1558 по квітень 1559 були зосереджені на трьох основних питаннях:
1. Доля графства Кале (до війни належало Англії, але на час переговорів було окуповані Францією);
2. Доля територій на північному заході Італії (а саме П'ємонту, Монферрату та Міланського герцогства);
3. Доля міст Пікардії (головним чином Сен-Кантен, Ле-Катле і Ама, що до війни належали Франції, але на час переговорів були окуповані Іспанією).

Останні два раунди мирних переговорів, які врешті-решт призвели до укладення Като-Камбрезького договору, розпочалися в цистерціанському аббатстві Серкамп поблизу Фревана (12 жовтня — 26 листопада 1558 р.), а продовжились у Като-Камбрезі (10 лютого — 3 квітня 1559 р.). Великі офіційні зустрічі проводилися в помешканнях Крістіни Данської, що головувала на перемовинах, тоді як неофіційні переговори проводилися у власних помешканнях дипломатів або під час спільних обідів. 17 жовтня іспанці та французи погодилися укласти перемир'я до кінця жовтня.. 1 грудня 1558 року сторони в Серкампі погодилися продовжити перемир'я «…як це було вперше погоджено 17 жовтня минулого року, як сказано, до півночі останнього дня наступного січня …» і 6 лютого 1559 року в Ле-Като-Камбрезі вони продовжили перемир'я (яке мало закінчитись 10 лютого) на невизначений термін «на весь час, поки вони перебувають у цих переговорах, і ще дадатково шість днів після розпуску цієї Асамблеї…».
Французькі повноважні представники наполягали на поверненні Сен-Кантена, Ле-Катле і Ама в Пікардії, збереженні за Францією Кале та утриманні міцних позицій в Північній Італії; вони були готові віддати Міланське герцогство за відповідну компенсацію та піти на компроміс у Савойському герцогстві, якщо воно залишило під контролем Франції кілька потужних укріплених міст. Іспанські делегати вимагали, щоб Генріх II відмовився від усіх своїх (заявлених) володінь в Італії (П'ємонт, Корсика, Сієнська республіка та частина Монферрату), і вони використовували окуповані Іспанією території в Пікардії для тиску на Францію щоб досягти цієї мети. Савойський герцог і лдночасно очільник іспанських військ у Фландрії Еммануїл Філіберт заявив, що він готовий віддати Франції лише чотири міста, а інша територія Савойї мала бути повернута йому. Англійці та французи висунули однаково категоричні претензії на законне володіння Кале, а іспанці були сповнені рішучості підтримувати своїх англійських союзників до тих пір, поки це не загрожувало досягненню миру з Францією.
Смерть англійськоїкоролеви і ревної католички Марії Тюдор в листопаді 1558 р. і прихід до влади в Англії її зведеної сестри, протестантки Єлизавети I різко змінили загальний тон англо-французьких перемовин. Єлизавета, чиї права на корону визнавались не усіма, потребувала миру та стабільності більше, ніж Кале, тоді як Франція мала потужні важелі впливу на неї у вигляді 16-річної католички і дружини сина короля Франциска, королеви Шотландії Марії Сюарт, яка також претендувала на англійський трон. Це відкрило можливість для досягнення окремої англо-французької мирної угоди і в грудні новий англійський посланник, Ніколас Воттон, прибув до Франції, щоб провести неофіційні переговори окремо від переговорів у Ле-Като-Камбрезі. Оскільки обидві сторони визнавали, що безпека Англії залежить від постійної доброї волі Філіпа, пошук способу вирішення цієї проблеми був вирішальним, якщо вони хотіли досягти угоди. Хоча Єлизавета продовжувала наполягати на поверненні Кале, вона не могла дозволити собі продовжувати боротьбу просто для досягнення цієї мети, і французи добре усвідомлювали цей факт.
Незважаючи на спроби зберегти сепаратні англо-французькі переговори в секреті, іспанські шпигуни інформували Філіпа про їхній перебіг. Хоча іспанському королю не подобалася протестанська релігійна орієнтація Єлизавети, він вважав що отримання англійського трону напівфранцуженкою Марією було б набагато гірше, навіть при тому, що вона була католичкою. Якщо б Англія уклала мир з Францією, для Філіпа було життєво важливо, щоб Іспанія не залишалася ізольованою, особливо тому, що він ще лютому визав, що відчайдушне фінансове становище робить це невідкладним питанням для Іспанії. Хоча її участь у війні була відносно незначною, Англія відіграла важливу роль у мирних переговорах, так само як і імператор Фердинанд, чиє схвалення було необхідним, оскільки багато територіальних змін стосувалися держав, які входили до Священної Римської імперії. Мирний договір між Францією та Шотландією з одного боку та Англією з іншого був укладений 12 березня 1559 року в Като-Камбрезі.

## Умови
Бертран Хаан (2010) заявив, що до його публікації «різноманітні акти, що входять до Договору Като-Камбрезі, ніколи не були предметом наукового видання, зробленого на основі оригінальних документів», вказуючи на те, що Corps universel diplomatique Жана Дюмона (1728) «на який переважно посилаються, базується на пізніших копіях» Видання Хаана 2010 року франко-іспанської угоди ґрунтується на копіях та порівняннях 16-го століття (схоже, що статті в оригінальних договорах були без назви та номерів), оскільки він не мав доступу до оригіналів.  Він також включив кілька документів, що супроводжують основний договір: « traité des particuliers щодо земель, територіальних претензій або помилування прелатів, великих лордів і фінансистів», декларацію про те, що Крістоф фон Роггендорф і Хуан де Луна будуть виключені з договору. договір та угоду про обмін полоненими між Монморансі та Альбою. Він вирішив не публікувати англо-французьку угоду, зазначивши, що її оригінальні копії збереглися як «J 652, № 32» у Trésor des Chartes Національного архіву та як «E 30/1123» у «Казначействі (Казначействі надходжень)» Державного архіву (нині Національний архів).
- 2 квітня 1559: англо-французький договір між королевою Єлизаветою I і королем Генріхом II [33]
  - 2 квітня 1559 р.: англо-шотландська угода між королевою Єлизаветою I та Марією, королевою Шотландії та пізніше Франциском II Франції [33]
  - (пов'язано) 5 липня 1560: Единбурзька угода між Єлизаветою I та Марією, королевою Шотландії, і Франциском II Франції [25]
- 3 квітня 1559: Франко-іспанська угода між королями Генріхом II і Філіпом II [33]
  - 3 квітня 1559: франко-іспанська traité des particuliers [33]
  - 3 квітня 1559: Декларація виключення Роггендорфа і Луни (3 квітня 1559) [33]
  - 3 квітня 1559: Угода про обмін полоненими між Монморансі та Альбою (3 квітня 1559). [33]

### Франко-іспанська угода
- Французький король Генріх II визнав короля Іспанії Філіпа II правителем Мілана та Неаполя[36]. Генріх II також відмовився від своїх спадкових претензій на Міланське герцогство (під владою Іспанії та частиною Священної Римської імперії) і визнав контроль Іспанії над Неаполітанським[36], Сицилійським та Сардинським[37] королівствами.
- Генріх і Філіп погодилися провести «скликання та святкування святого вселенського собору, такого необхідного для реформування та зведення всієї християнської Церкви до справжньої єдності та гармонії»[38]. (Стаття 2).
- Іспанія повернула Сен-Квентін, Хам, Ле-Катле та інші місця на півночі Франції, захоплені іспанцями під час війни[38]. (Стаття 11)
- Генріх підтвердив передачу Карлом V 1536 року Монферратського маркграфства Мантуанському герцогству, яким керував Гульєльмо Гонзага (союзник Іспанії та складова Священної Римської імперії)[38]. (Статті 21-22)
- Франція повернула острів Корсика Генуезькій республіці (яка була союзником Іспанії та формально входила до Священної Римської імперії)[39]. Французькі та генуезькі купці отримали повний доступ до портів один одного[36]. (стаття 24)
- Франція визнала завоювання Сієнської республіки (союзної з Францією) 1555 року Флорентійською республікою (союзною з Іспанією та частиною Священної Римської імперії) і передала Президій Філіпу Іспанському[36]. (стаття 25)
- Відповідно до умов, Еммануель Філіберт, герцог Савойський, одружився з сестрою Генріха Маргаритою Французькою, герцогинею Беррі (1523—1574), а його старша донька Генріха Єлизавета Валуа (1545—1568) стала третьою дружиною Філіпа[40]. (Статті 26–33)
- Франція залишила П'ємонт та повернула Савойське герцогство (союзника Іспанії та складову частину Священної Римської імперії) Еммануелю Філіберту, герцогу Савойському[39] через його перемогу під Сен-Квентіном[20]. Еммануель Філібер погодився зберігати нейтралітет у разі майбутнього конфлікту[c]. (Статті 33-43)
- Франція зберегла п'ять фортець на півночі Італії: поблизу Туріна («Турин»), Кераско («Кір»), Пінероло (Піньєроль, «Пінероль»), Ківассо («Чіваз») і Вілланова-д'Асті («Вільнев д'Аст»)[42]. (стаття 34)
- Франція зберегла три єпископства Туль, Мец і Верден, передані курфюстом Моріцом Саксонським за підтримку Генріха під час Другої Шмалькальдської війни в 1552 році[39][d]. (стаття 44).

### Англо-французька угода
- Англія надала Франції володіння областю Кале, захопленої Францією у Англії в 1558 році (Статті 7, 8 і 14)[39] на початковий період у вісім років (стаття 7); це був механізм збереження обличчя, і хоча Єлизавета намагалася скористатися громадянською війною, щоб домовитися про його повернення в 1562 році, після цього він залишався французьким.

## Наслідки

### Святкування

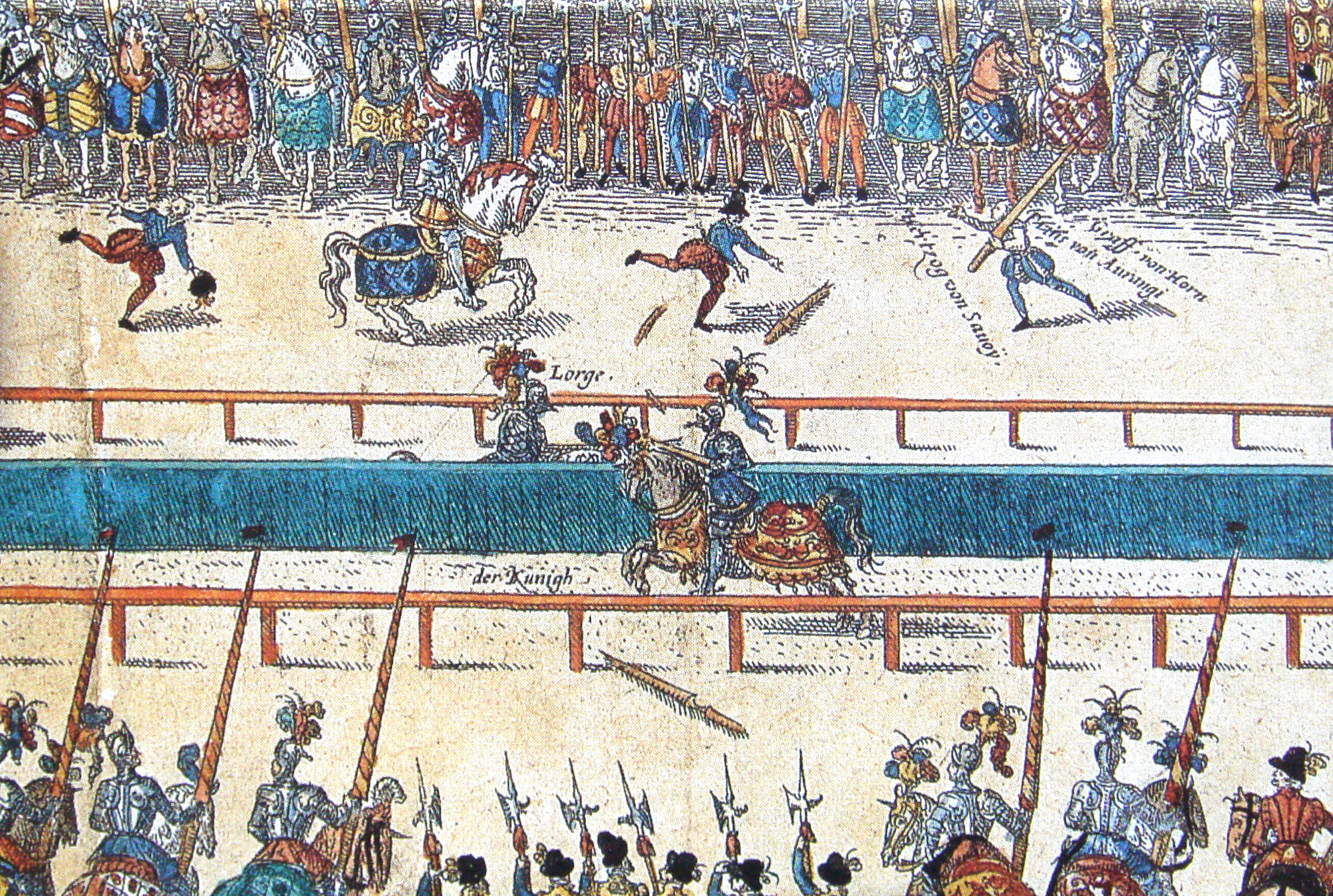
Фатальний турнір між Генріхом II і Монтгомері

Еммануель Філібер, герцог Савойський, одружився з Маргаритою Французькою, герцогинею Беррі, сестрою короля Франції Генріха II. Іспанський король Філіп II одружився з Єлизаветою, дочкою короля Франції Генріха II. Його часто ігнорують, його описують як «найважливіший шлюбний договір 16 століття». Під час турніру, який проводився на честь миру 1 липня, король Генріх був поранений під час лицарського поєдинку, коли осколок розбитого списа Габріеля Монтгомері, капітана шотландської гвардії при французькому дворі, проколов йому око та потрапив у нього мозок. Він помер через десять днів, 10 липня 1559 року. Його 15-річний син Франциск II став його наступником, перш ніж він теж помер у грудні 1560 року, і його замінив його 10-річний брат Карл . Політична нестабільність, що виникла в результаті цього, у поєднанні з раптовою демобілізацією тисяч військ, які майже не оплачувалися, призвели до спалаху французьких релігійних воєн у 1562 році, які поглинули Францію протягом наступних тридцяти років.

### Території та династії

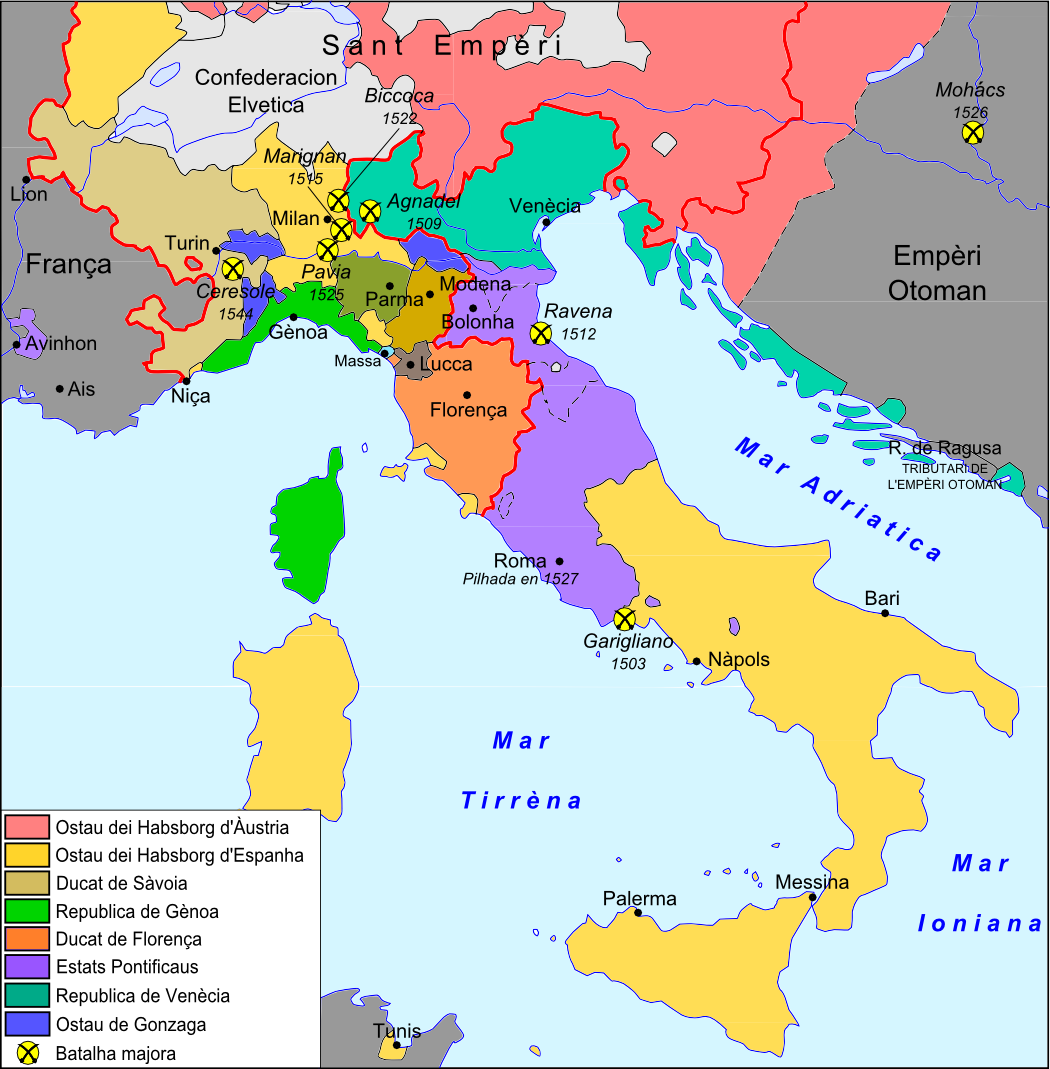
Італія після Като-Камбрезьких мирних угод

Згідно з умовами договорів, Франція припинила військові операції в Іспанських Нідерландах та імперських феодальних володіннях Північної Італії та поклала край більшості французьких окупацій на Корсиці, Тоскані та П'ємонті. Англія та Габсбурги, в обмін на це, припинили свою протидію французькій окупації регіону Кале, а також Трьох Єпископств і ряду фортець в Лотарінгії. Для Іспанії, незважаючи на відсутність нових здобутків і повернення деяких окупованих територій Франції, мир став позитивним результатом, оскільки підтвердив її контроль над Габсбурзькими Нідерландами, Міланським герцогством і Сарлинським, Сицилійським та Неаполетанським королівствами. Фердинанд I залишив лотарінзькі Три Єпископства під французькою окупацією, але Нідерланди та більша частина північної Італії залишилися частиною Священної Римської імперії у формі імперських ленів. Крім того, його посаду імператора Священної Римської імперії визнав Папа Римський, який відмовлявся це зробити, поки тривала війна між Францією та Габсбургами. Англії не здобула жодних надбань під час війни, а втрата Кале, останньої англійської фортеці на континенті завдала шкоди її репутації.
Наприкінці конфлікту Італія була поділена між віцекоролівствами іспанських Габсбургів на півдні та формальними феодальними володіннями австрійських Габсбургів на півночі. Імперськими державами правили Медічі в Тоскані, іспанські Габсбурги в Мілані, Естенський дім в Модені та Савойський дім у П'ємонті (який переніс свою столицю до Туріна в 1562 році). Неаполітанське, Сицилійське та Сардинське королівства перебували під прямим правлінням іспанських Габсбургів. Цей стан зберігався до європейських війн за спадщини XVIII століття, коли північна Італія перейшла до австрійського дому Габсбургів-Лотаринзьких, а південна Італія перейшла до іспанських Бурбонів.
Като-Камбрезький договір забезпечив Італії тривалий період миру та економічної стабільності (який критики називають стагнацією) і в той же час ознаменував кінець італійського Відродження та настання доби бароко (з такими яскравими представниками в мистецтві як Вівальді, Берніні, Караваджо та Віко, Бруно, Галілей в науці).

### Релігійні питання
Деякі історики стверджували, що всі підписанти договору мали «очистити свої землі від єресі»; іншими словами, усі їхні піддані мали бути примусово повернуті до католицизму. Вісконті (2003), наприклад, стверджував, що під тиском з боку Іспанії з метою виконання цього зобов'язання Еммануїл Філіберт, герцог Савойський, проголосив Ніццький едикт (15 лютого 1560 р.), який забороняв протестантизм під страхом великого штрафу, поневолення чи вигнання, що невдовзі призвело до збройного повстання протестантських вальденсів у його володінні, яке тривало до липня 1561 р. Однак сучасні історики розходяться в думках щодо головних мотивів Філіпа II, короля Іспанії, і особливо Генріха II, короля Франції, укласти цей мирний договір. Оскільки Генріх II сказав паризькому парламенту, що боротьба з єрессю потребує всіх його зусиль і тому йому необхідно встановити мир з Іспанією, Люсьєн Ром'є (1910) стверджував, що, окрім великих фінансових проблем, «релігійний мотив Генріх мав велику, якщо не вирішальну, вагу». За словами Райнера Бабеля (2021), це було «судження, яке пізніші дослідження, з деякими нюансами в деталях, не спростували», проте заявивши, що Бертран Хаан (2010) мав «відхиляючу інтерпретацію», яка кинула виклик цьому консенсусу. Хаан (2010) стверджував, що фінанси важливіші за внутрішні релігійні розбрати; той факт, що останні були видатними у 1560-х роках як у Франції, так і в Іспанії, міг звести істориків на оману, коли вони наголошували на ролі релігії в договорі 1559 року. Меган Вільямс (2011) резюмувала: «Справді, Хаан стверджує, що не сам договір, а його подальші обґрунтування розпалювали релігійні чвари у Франції. Пріоритетом договору, стверджує він, був не католицький альянс для викорінення єресі, а підтвердження честі та дружніх стосунків його підписантів, освячених низкою династичних шлюбів». За словами Хана, немає доказів католицького альянсу між Францією та Іспанією для викорінення протестантизму, хоча деякі сучасники вказували на другу статтю договору, щоб стверджувати, що така угода існувала: «Друга стаття висловлює бажання скликати вселенський собор. Люди, перш за все сучасники, прийшли до висновку, що угода скріпила створення єдиного фронту Філіпа II і Генріха II проти протестантизму в їхніх державах, як і в Європі. Аналіз перебігу переговорів показує, що це було не так».
Папа Пій V надав флорентійському герцогу Козімо Медічі титул Великого герцога Тоскани в 1569 році, що було підтверджено імператором, хоча Філіп II не схвалював це. Хоча дипломатична роль папства зросла під час Релігійних воєн, папи та папські легати не відігравали жодної ролі в переговорах щодо найважливіших перемир'їв і договорів між монархами Габсбургів і Валуа під час цих воєн.

## Виноски
1. ↑  Лише після 1568 року Іспанія почала отримувати регулярні партії срібних злитків із копалень Потосі в сучасній Болівії, що зробило її найбагатшою державою Європи[9].
2. ↑  For various reasons, many Catholics viewed Elizabeth as illegitimate and Mary rightful queen of England, as the senior surviving legitimate descendant of Henry VII through her grandmother Margaret Tudor.[27]
3. ↑  "...demourant au surplus led. sr de Savoye avecques ses terres, pays et subjectz, bon prince, neutre et amy commun desd. srs Roys Très Chrestien et Catholicque." (Article 39)[41]
4. ↑  The Bishoprics remained part of the Holy Roman Empire until formally incorporated into France by the 1648 Peace of Westphalia